# Kapelle Lutter

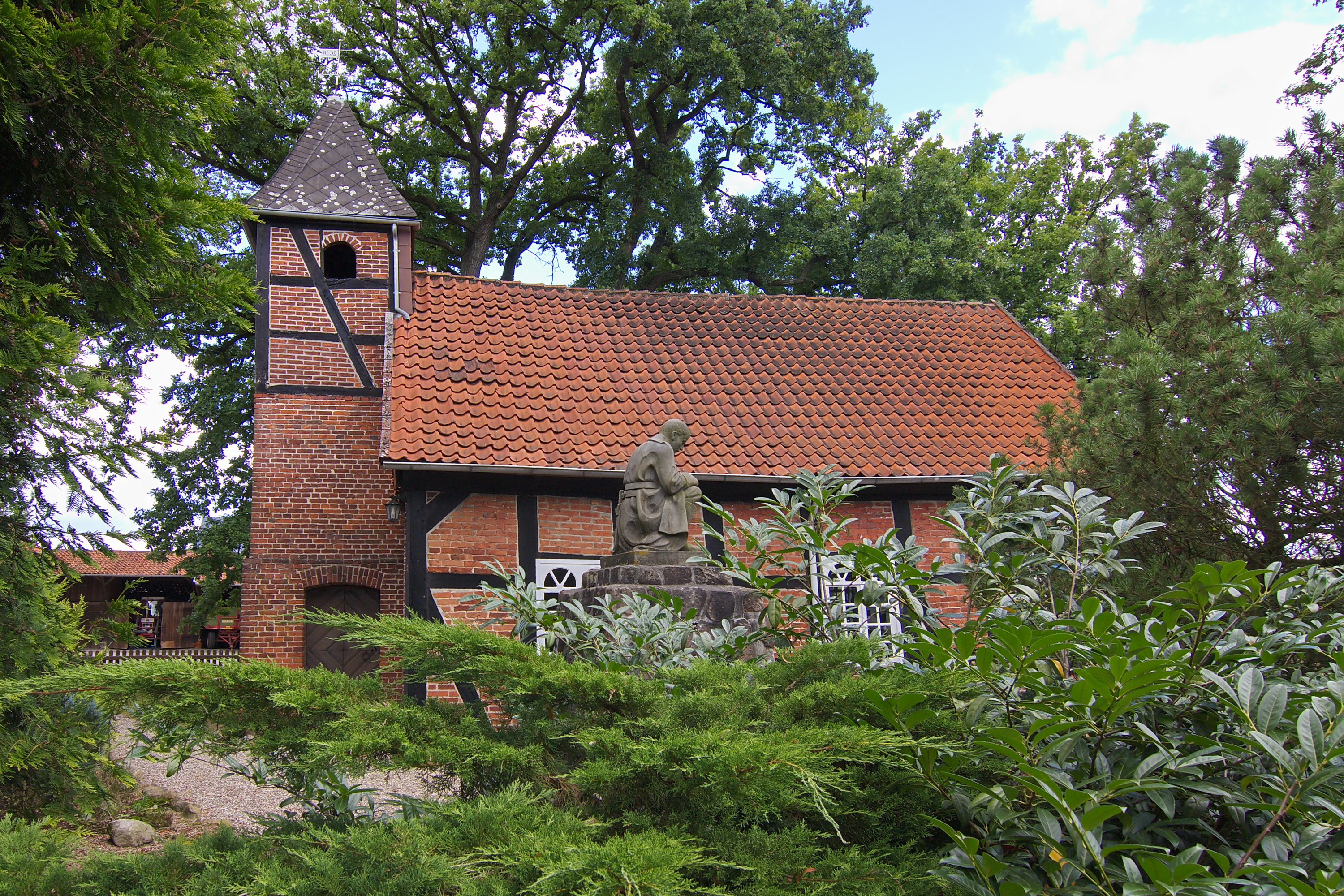
Kapelle in Lutter

Die Kapelle in Lutter, einem Ortsteil von Neustadt am Rübenberge, ist ein evangelisch-lutherischer Kirchenbau. Die Kapelle ist ein Fachwerkbau und denkmalgeschützt.

## Geschichte
Die Kapelle wurde am 11. Dezember 1748 in Gebrauch genommen, sie löste eine baufällig gewordene Kapelle ab. Zur Zeit der Einweihung verfügte die Kirche noch über keinen Turm und der Eingang befand sich etwa in der Mitte der Wand an der Südseite. 1874 wurde die Kapelle schließlich umgebaut und renoviert, sie bekam einen Turm, in dem der Eingangsbereich untergebracht wurde. Der Lehmfußboden wurde mit Steinplatten abgedeckt und die Sakristei sowie der Altar bekamen einen blauen Anstrich. 1986 wurde die Kapelle zum bisher letzten Mal renoviert, dabei bekam die Kapelle ein elektronisches Läutewerk und eine Heizung. Die Bänke und der Altarraum bekamen einen rot-weißen Anstrich. Die Kapelle gehört zum Kirchengemeinde Mandelsloh im Kirchenkreis Neustadt-Wunstorf der Evangelisch-lutherischen Landeskirche Hannovers und wird heute einmal im Monat für den Gottesdienst genutzt.